# Жессі Демінге
Жессі Демінге (фр. Jessy Deminguet, нар. 7 січня 1998, Лізьє, Франція) — французький футболіст, атакувальний півзахисник клубу «Страсбур».
На правах оренди грає в клубі «Мец».

## Ігрова кар'єра

### Клубна
Жессі Демінге є вихованцем клубної академії «Кана», до якої він приєднався у 2008 році. У вересні 2017 року футболіста почали залучати до тренувань з першою командою клубу. 5 листопада 2017 року у матчі проти «Марселя» Демінге дебютував на професійному рівні в основі «Кана».
В лютому 2023 року Демінге уклав попередню кгоду з клубом «Страсбур», до якого приєднався влітку того року на правах вільного агента. Сезон 2024/25 футболіст почав в оренді в клубі другого дивізіону «Мец», з яким виборов підвищення до вищого дивізіону. Перед сезоном 2025/26 орендну угоду було продовжено ще на один сезон. 

### Збірна
У 2018 році Жессі Демінге провів три гри в складі збірної Франції (U-20) на турнірі в Тулоні.

## Особисте життя
Жессі Демінге народився у місті Лізьє і має норманське походження. Його батько в минулому також був професійним футболістом.